# Pierre Kahn (universitaire)
Pour les articles homonymes, voir Kahn.
Ne doit pas être confondu avec Pierre Kahn (psychanalyste).
Pierre Kahn est un philosophe et historien de l'éducation français, professeur en sciences de l'éducation, à l'Université de Caen, né en 1949.

## Biographie
Pierre Kahn a soutenu une thèse en philosophie sur L'épistémologie du stalinisme et le problème de la démarcation : la théorie de la science à l'œuvre dans le discours marxiste à travers les revues du PCF de 1945 à 1956, sous la direction de Georges Labica en 1985 et une thèse en sciences de l'éducation sur L'enseignement des sciences à l'école primaire au moment des lois Ferry : entre le rêve et la réalité sous la direction de Claude Lelièvre en 1999.
Il est professeur émérite des universités en sciences de l'éducation à l'INSPÉ de Caen.
Il a été, en 2014 et 2015, le coordonnateur du groupe chargé auprès du Conseil supérieur des programmes de la rédaction des nouveaux programmes d’enseignement moral et civique,.
Directeur adjoint du Centre d’études et de recherches en sciences de l’éducation (CERSE) de l’Université de Caen de 2010 à 2015, ses recherches portent sur l’histoire de l’école en France, sur les questions relatives à la laïcité et sur les enjeux épistémologiques, sociaux, culturels et pédagogiques de l'histoire de l'enseignement et de l'école,.
Il a publié plusieurs ouvrages dans les domaines des sciences de l'éducation et de la philosophie, notamment Condorcet : l’école de la raison (Hachette, 2001) et L’École républicaine et la question des savoirs : enquête au cœur du dictionnaire de pédagogie de Ferdinand Buisson (Éditions du CNRS, 2003).

## Publications

### Ouvrages
- Théorie et expérience, Paris, Quintette, 1988.
- La vérité : textes expliqués, sujets analysés, glossaire, Paris, Hatier, 1993.
- Pratique de la philosophie de A à Z, avec Elisabeth Clément, Chantal Demonque et Laurence Hansen-Løve, Paris, Hatier, 1994.
- Philosophie : terminale, avec Catherine Dorison, Paris, Hatier, 1995.
- Théorie et expérience, nouveau tirage, Paris, Quintette, 1995.
- Le positivisme, Paris, Quintette, 1996[12].
- De l'enseignement des sciences à l'école primaire : l'influence du positivisme, Paris, Hatier, 1999.
- Philosophie, avec Catherine Dorison, Paris, Hatier, 2000.
- Condorcet : l'école de la raison, Paris, Hachette éducation, 2001.
- La leçon de choses : naissance de l'enseignement des sciences à l'école primaire, Villeneuve d'Ascq, Presses universitaires du Septentrion, 2002.
- L'État, Paris, Quintette, 2003.
- Philosophie : terminale L, ouvrage réalisé sous la direction de Michel Delattre et Chantal Demonque, avec Alain Consil, Michèle Deléger et Jean-Jacques Guinchard, avec la collaboration de Jean-François Ragot, Paris, Hatier, 2004.
- La laïcité, Paris, Le Cavalier Bleu, 2005.
- Philosophie Terminale L ES S : cours et méthodes, avec Patrick Ghrenassia, Paris, Hatier, 2009.
- Le Plan Langevin-Wallon, histoire et actualité d'une réforme de l'enseignement, avec Laurent Gutierrez, Presses universitaires de Nancy, 2016[13].
- Philosophie Terminale L, ES, S, avec Patrick Ghrenassia, Paris, Hatier, 2017.
- La pensée critique des enseignants : éléments d'histoire et de théorisation, sous la direction d'André D. Robert et Bruno Garnier, Mont-Saint-Aignan, Presses universitaires de Rouen et du Havre, 2018.
- Philosophie Terminale L, ES, S, avec Patrick Ghrenassia, Paris, Hatier, 2018.
- Décider en éducation : entre normes institutionnelles et pratiques des acteurs du XVème siècle à nos jours, sous la direction de Véronique Castagnet-Lars et Caroline Barrera, avec Alain Alcouffe, Guy Astoul et Caroline Barrera, Villeneuve d'Ascq, Presses universitaires du Septentrion, 2019.
- La leçon de choses : Naissance de l’enseignement des sciences à l’école primaire, Villeneuve d'Ascq, Presses universitaires du Septentrion, 2020.
- La philosophie de A à Z, avec Elisabeth Clément, Michel Delattre et Chantal Demonque, sous la direction de Laurence Hansen-Løve, avec la collaboration de Frédéric Gros, Béatrice Han et Dominique Ottavi, Paris, Hatier, 2020.
- Les sources de la morale laïque : héritages croisés, avec Bruno Barthelmé, Patrick Dubois, Anne-Claire Husser et Nicolas Piqué, Lyon, ENS Éditions, 2022.
- Sociétés inclusives et reconnaissance des diversités : Le nouveau défi des politiques d'éducation, avec Dalila Andrade Oliveira, Dana Bittnerová, Audrey Boulin, Bruno Garnier, Jean-Louis Derouet et Régis Malet, Rennes, Presses universitaires de Rennes, 2022.

### Articles
- Pierre Kahn, « Philippe Foray, La laïcité, Saint-Étienne, Presses universitaires de Saint-Étienne, 2020, 93 p.: », Le Télémaque, vol. N° 60, no 2,‎ 14 janvier 2022, p. 193–199 (ISSN 1263-588X, DOI 10.3917/tele.060.0193, lire en ligne, consulté le 28 janvier 2023)
- Pierre Kahn, « Introduction », Les Sciences de l'éducation - Pour l'Ère nouvelle, vol. 51, no 2,‎ 2018, p. 7 (ISSN 0755-9593 et 2259-3764, DOI 10.3917/lsdle.512.0007, lire en ligne, consulté le 28 janvier 2023)
- Pierre Kahn, « Louis Legrand et l’éveil: », Les Sciences de l'éducation - Pour l'Ère nouvelle, vol. Vol. 51, no 2,‎ 17 septembre 2018, p. 59–71 (ISSN 0755-9593, DOI 10.3917/lsdle.512.0059, lire en ligne, consulté le 28 janvier 2023)
- Pierre Kahn, « De Ferry à Peillon. Réflexions sur l’éducation morale à l’école », Le Télémaque, vol. 50, no 2,‎ 2016, p. 155 (ISSN 1263-588X et 2118-2191, DOI 10.3917/tele.050.0155, lire en ligne, consulté le 28 janvier 2023)
- Pierre Kahn, « Note de lecture », Les Sciences de l'éducation - Pour l'Ère nouvelle, vol. 49, no 1,‎ 2016, p. 121 (ISSN 0755-9593 et 2259-3764, DOI 10.3917/lsdle.491.0121, lire en ligne, consulté le 28 janvier 2023)
- Pierre Kahn, « Un enseignement moral et civique pour la démocratie », Administration & éducation, vol. N�148, no 4,‎ 2015, p. 69 (ISSN 0222-674X et 2554-8395, DOI 10.3917/admed.148.0069, lire en ligne, consulté le 28 janvier 2023)
- Pierre Kahn, « Laurent Gutierrez, Laurent Besse et j’ai Antoine Prost (éd.), Réformer l’école. L’apport de l’Éducation nouvelle (1930-1970): Grenoble : Presses Universitaires de Grenoble, 2012 », Histoire de l'éducation, nos 140-141,‎ 31 août 2014, p. 202–204 (ISSN 0221-6280 et 2102-5452, DOI 10.4000/histoire-education.2885, lire en ligne, consulté le 28 janvier 2023)
- Pierre Kahn, « « L’enseignement moral et civique » : vain projet ou ambition légitime ? Éléments pour un débat: », Carrefours de l'éducation, vol. n° 39, no 1,‎ 2 juin 2015, p. 185–202 (ISSN 1262-3490, DOI 10.3917/cdle.039.0185, lire en ligne, consulté le 28 janvier 2023)
- Pierre Kahn, « Démocratisation des études et les contenus d’enseignement : la question des humanités: », Recherches en didactiques, vol. N° 17, no 1,‎ 1er juin 2014, p. 33–44 (ISSN 2116-9683, DOI 10.3917/rdid.017.0033, lire en ligne, consulté le 28 janvier 2023)
- Pierre Kahn, « Bruno GARNIER, Figures de l’égalité. Deux siècles de rhétoriques politiques en éducation (1750-1950): Louvain-la-Neuve : Academia Bruylant, 2010, 436 p. », Histoire de l'éducation, no 133,‎ 1er janvier 2012, p. 142–143 (ISSN 0221-6280 et 2102-5452, DOI 10.4000/histoire-education.2475, lire en ligne, consulté le 28 janvier 2023)
- Catherine Dorison et Pierre Kahn, « Roger Gal et Louis Legrand ou les trente glorieuses de la réforme pédagogique: », Carrefours de l'éducation, vol. n° 31, no 1,‎ 3 août 2011, p. 89–104 (ISSN 1262-3490, DOI 10.3917/cdle.031.0089, lire en ligne, consulté le 28 janvier 2023)
- Pierre Kahn, « Les Compagnons. L’Université nouvelle [édition critique par Bruno Garnier]| Garnier Bruno. Les combattants de l’école unique: Lyon : INRP, 2008. – 385 p.| Lyon : INRP, 2008. – 351 p. », Revue française de pédagogie, no 168,‎ 1er juillet 2009, p. 145–147 (ISSN 0556-7807 et 2105-2913, DOI 10.4000/rfp.1847, lire en ligne, consulté le 28 janvier 2023)
- Pierre Kahn, « Observations sur la contribution d'André D. Robert », Les Sciences de l'éducation - Pour l'Ère nouvelle, vol. 41, no 3,‎ 2008, p. 47 (ISSN 0755-9593 et 2259-3764, DOI 10.3917/lsdle.413.0047, lire en ligne, consulté le 28 janvier 2023)
- Pierre Kahn, « L'éducation libérale : L'hygiène, la morale, les études. Un texte de Victor de Laprade », Les Sciences de l'éducation - Pour l'Ère nouvelle, vol. 41, no 2,‎ 2008, p. 125 (ISSN 0755-9593 et 2259-3764, DOI 10.3917/lsdle.412.0125, lire en ligne, consulté le 28 janvier 2023)
- Pierre Kahn, « Introduction », Le Télémaque, vol. 34, no 2,‎ 2008, p. 23 (ISSN 1263-588X et 2118-2191, DOI 10.3917/tele.034.0023, lire en ligne, consulté le 28 janvier 2023)
- Pierre Kahn, « La pédagogie primaire entre 1945 et 1970 : l'impossible réforme ? », Le Télémaque, vol. 34, no 2,‎ 2008, p. 43 (ISSN 1263-588X et 2118-2191, DOI 10.3917/tele.034.0043, lire en ligne, consulté le 28 janvier 2023)
- Pierre Kahn, « La lettre de Guizot aux instituteurs (juillet 1833). Éléments pour une préhistoire de la déontologie enseignante: », Les Sciences de l'éducation - Pour l'Ère nouvelle, vol. Vol. 40, no 2,‎ 1er juin 2007, p. 115–125 (ISSN 0755-9593, DOI 10.3917/lsdle.402.0115, lire en ligne, consulté le 28 janvier 2023)
- Pierre Kahn, « Introduction », Les Sciences de l'éducation - Pour l'Ère nouvelle, vol. 39, no 4,‎ 2006, p. 7 (ISSN 0755-9593 et 2259-3764, DOI 10.3917/lsdle.394.0007, lire en ligne, consulté le 28 janvier 2023)
- Pierre Kahn, « La critique du « pédagogisme » ou l'invention du discours de l'autre: », Les Sciences de l'éducation - Pour l'Ère nouvelle, vol. Vol. 39, no 4,‎ 1er décembre 2006, p. 81–98 (ISSN 0755-9593, DOI 10.3917/lsdle.394.0081, lire en ligne, consulté le 28 janvier 2023)
- Pierre Kahn, « Réflexions générales sur l’éthique professionnelle enseignante », Recherche & formation, no 52,‎ 1er juin 2006, p. 105–116 (ISSN 0988-1824 et 1968-3936, DOI 10.4000/rechercheformation.1229, lire en ligne, consulté le 28 janvier 2023)
- Pierre Kahn, « La philosophie de l'éducation au miroir de l'histoire », Le Télémaque, vol. 30, no 2,‎ 2006, p. 131 (ISSN 1263-588X et 2118-2191, DOI 10.3917/tele.030.0131, lire en ligne, consulté le 28 janvier 2023)
- Pierre Kahn, « Les interactions dans le contexte scolaire : les voies possibles du changement », Thérapie Familiale, vol. 22, no 3,‎ 2001, p. 215 (ISSN 0250-4952, DOI 10.3917/tf.013.0215, lire en ligne, consulté le 28 janvier 2023)
- Pierre Kahn, « Enseigner les sciences en vue des « usages de la vie »: Réflexions sur un paradigme de l'école primaire au XXe siècle », Carrefours de l'éducation, vol. n° 11, no 1,‎ 1er mars 2001, p. 34–51 (ISSN 1262-3490, DOI 10.3917/cdle.011.0034, lire en ligne, consulté le 28 janvier 2023)

### Préfaces
- La Shoah racontée aux enfants, une éducation littéraire?, de Béatrice Finet, Fontaine, Presses universitaires de Grenoble, 2019.
- Refus et refusés d'école : France, XIXème-XXIème siècle, sous la direction de Julien Cahon et Youenn Michel, Fontaine, PUG, 2020.
- Penser et représenter la nature à l'école sous la Troisième République, de Pierre Dasi, Paris, L'Harmattan, 2021.
- L'épreuve de l'enseignement moral et civique à l'école : analyse psychanalytique de l'embarras de trois professeurs des écoles, de Séverine Fix-Lemaire, Paris, L'Harmattan, 2022.

### Tribunes
- Pierre Kahn, Catherine Chabrun, Ruwen Ogien et Bernadette Groison, « Est-il moral d’enseigner la morale à l’école ? », sur L'Humanité, 9 septembre 2015 (consulté le 28 janvier 2023)
- Pierre Kahn, « Articuler un enseignement de la laïcité et des faits religieux », sur Libération (consulté le 28 janvier 2023)
- Pierre Kahn, « Qu’est-ce que l’enseignement moral et civique ? », sur The Conversation (consulté le 28 janvier 2023)[14]

## Articles dans lesquels il est mentionné
- Béatrice Kammerer, « L'esprit critique, une ambition républicaine », sur www.scienceshumaines.com (consulté le 28 janvier 2023)
- « Fait religieux à l'école : mobilisation autour de l'instituteur de Malicornay », sur La Vie.fr, 2020-02-25cet16:13:00+01:00 (consulté le 28 janvier 2023)
- « L'instituteur de Malicornay accusé de prosélytisme "déterminé à se battre" pour réintégrer son poste », sur ici, par France Bleu et France 3, 10 août 2020 (consulté le 28 janvier 2023)
- « Un an après la mort de Samuel Paty, des enseignants inquiets d'un "mode d'emploi" sur la laïcité », sur L'Express, 13 octobre 2021 (consulté le 28 janvier 2023)
- Louise Cuneo, « École : le retour en grâce des leçons de choses », sur Le Point, 23 novembre 2021 (consulté le 28 janvier 2023)[15]